# سید اسدالله لاجوردی
سید اسدالله لاجوردی (۷ فروردین ۱۳۱۴ – ۱ شهریور ۱۳۷۷) ملقب به جلاد اوین  و قصاب اوین    رئیس پیشین زندان اوین، دادستان انقلاب تهران در دههٔ شصت و رئیس سازمان زندان‌ها و اقدامات تأمینی و تربیتی بود. از وی به‌عنوان یکی از عوامل مهم سرکوب، شکنجه و اعدام مخالفان سیاسی نظام جمهوری اسلامی در سال‌های اولیه استقرار و تحکیم آن نامبرده می‌شود. لاجوردی در سال ۱۳۷۷ در اتاقی در بازار تهران توسط سازمان مجاهدین خلق ایران ترور شد.

## جوانی
اسدالله لاجوردی در سال ۱۳۱۴ در جنوب تهران متولد شد. پدرش هیزم‌فروش بود. او در دومین سال تحصیلی در دبیرستان، ترک تحصیل کرد و در کنار پدر به کار مشغول شد. با این همه، درس را در خانه به صورت فراگیری علوم قدیمه ادامه داد. علاوه بر این، ادبیات عرب و علوم حوزوی را در حد کفایه فراگرفت و جلسات تفسیر قرآن در خانه خود تشکیل داد. اسدالله لاجوردی از شاگردان سید محمد بهشتی و مرتضی مطهری بود.
وی در زمانی که بعد از ترک تحصیل، در بازار تهران مشغول کار بود، با جمعیت مؤتلفه اسلامی آشنا شده و به عضویت شورای مرکزی آن درآمد.

## فعالیت‌های سیاسی پیش از انقلاب
اسدالله لاجوردی که در ترور حسنعلی منصور، نخست‌وزیر ایران در سال ۱۳۴۳ نقش اساسی بر عهده داشت پس از ترور بازداشت شد و نهایتاً به تحمل ۱۸ ماه زندان محکوم شد. پس از آزادی ضمن اشتغال به فروش روسری، دستمال، و لباس در بازار تهران به شکل مخفی فعالیت‌های اعتراضی علیه حکومت پهلوی را ادامه داد.
لاجوردی پس از آزادی، جلسات تفسیر قرآن را از سر گرفت. او خانه خود را به محل گردهمایی افراد مذهبی، مبارز و آشنا به مبانی مذهب شیعه تبدیل کرده بود. لاجوردی در اردیبهشت ۱۳۴۹ به اتهام حمله به هواپیمایی ال عال پس از برگزاری مسابقه فوتبال میان تیم ملی فوتبال ایران و تیم ملی فوتبال اسرائیل بازداشت شد. وی پس از محاکمه به ۱۸ سال حبس جنایی محکوم شد.
لاجوردی در فروردین ۱۳۵۳ از زندان آزاد شد و در اسفند همان سال دوباره بازداشت شد. اتهام او «فعالیت‌های زیرزمینی و همچنین خودداری از پاسخگویی راجع به اقدامات خرابکارانه خود» در همکاری با مجاهدین خلق بود. سرانجام لاجوردی به همراه گروهی از زندانیان مؤتلفه از جمله حبیب‌الله عسگراولادی، مهدی عراقی، محمد کچوئی و… در ۲۷ مرداد ۱۳۵۶ با اعلام توبه از زندان آزاد شد.

## پس از انقلاب
لاجوردی در کنار مهدی عراقی و اسلامی از مسئولان انتظامات کمیته استقبال از روح‌الله خمینی بودند. در جریان رسیدگی به پرونده گروه فرقان او از ۲۰ شهریور ۱۳۵۹ با اصرار سید محمد بهشتی (رئیس دیوان عالی کشور) و علی قدوسی (دادستان کل انقلاب اسلامی) دادستان انقلاب تهران شد. پس از مدتی او به چهره اصلی برخورد با گروه‌های مخالف تبدیل شد. وی در دوران زندانی بودن خود پیش از انقلاب ۱۳۵۷ با گروه‌های چپ کمونیست و سازمان مجاهدین خلق اختلاف داشت و در ایام آخر زندان مشکلاتش با مجاهدین تشدید شده و به درگیری کشیده شده بود. پس از انقلاب و در منصب دادستانی انقلاب مرکز، او بسیاری از همین زندانیان سابق را مجدداً به زندان افکند و شکنجه و اعدام کرد. در دی ۱۳۶۳ او توسط شورای عالی قضایی از همه مناصب برکنار شد.
در سال ۱۳۶۸ وی دوباره به مدیریت زندان‌ها برگشت و ریاست سازمان زندان‌ها را تا اسفند ۱۳۷۶ بر عهده داشت.

### شکنجه و اعدام زندانیان سیاسی
بنا بر شهادت بسیاری از زندانیان سیاسی نجات یافته از مرگ در دهه ۶۰، لاجوردی به‌طور مستقیم در اعمال شکنجه، اعترافات اجباری و اعدام بسیاری از زندانیان مخالف و منتقد نظام جمهوری اسلامی در زندان اوین حضور و نقشی کلیدی داشته است. وی پس از تظاهرات ۳۰ خرداد سال ۱۳۶۰ که در اعتراض به یکپارچه کردن قدرت توسط حزب جمهوری اسلامی و خلع بنی صدر از مقام ریاست جمهوری برگزار شد، بیش از ۲۰ نفر از شرکت کنندگان در این تظاهرات را حتی بدون احراز هویت اعدام کرد و در تلویزیون درکنار محمدی گیلانی قاضی شرع، هشدار داد که از این پس هرکس در هرگونه تظاهراتی علیه نظام جمهوری اسلامی شرکت کند محارب است و اعدام می‌شود.
در عملیات ۱۹ بهمن ۱۳۶۰ که به کشته شدن موسی خیابانی و تعدادی از اعضای یکی از خانه‌های تیمی مرکزی سازمان منجر شد اسدالله لاجوردی برای اعلام پیروزی در سرکوب مرکزیت سازمان مجاهدین با در آغوش گرفتن مصطفی رجوی فرزند خردسال مسعود رجوی و در مقابل جنازه‌های اعضای مرکزیت سازمان در نمایشی تلویزیونی ظاهر شد.
مصطفی تاج‌زاده از اعضای سازمان مجاهدین انقلاب اسلامی در گفتگویی با حسین دهباشی می‌گوید که با توجه به تغییر موضع حسین احمدی روحانی، سید روح‌الله خمینی تأیید می‌کند که حکم اعدام او به حبس ابد تغییر کند. اما لاجوردی تا پیش از آنکه حکم ثبت شود و دیگر نتوان آن را تغییر داد کمتر از ۴۸ ساعت حسین احمدی روحانی را اعدام می‌کند. تاج‌زاده می‌گوید که لاجوردی پیش از آن هم محمدرضا سعادتی، از رهبران مجاهدین خلق را نیز علی‌رغم مخالفت برخی از مسئولان بلندپایه جمهوری اسلامی مانند محمدعلی رجایی اعدام کرده بود. به گونه‌ای که بعدها وقتی سعید شاهسوندی از اعضای ارشد مجاهدین خلق در عملیات مرصاد دستگیر شد سید علی خامنه‌ای برای جلوگیری از اعدام شاهسوندی نامه‌ای نوشت با این مضمون که: «اشتباه سعادتی تکرار نشود».
بار نخست هنگامی که گزارش هادی خامنه‌ای به عنوان نماینده خمینی در مورد وقایع زندان‌های گروهک‌ها به وی می‌رسد دستور عزل لاجوردی صادر می‌شود؛ ولی چند روز بعد دوباره با پادرمیانی طرفداران لاجوردی وی به سمت خود بازمی‌گردد.
محمد توسلی معتقد است رفتار خشن لاجوردی در قبال زندانیان مجاهدین خلق ریشه در اختلافات زندانیان مذهبی با زندانیان مجاهدین در دوران پیش از انقلاب دارد.

لاجوردی در پاسخ به این که چرا افراد، پس از اعتراف اعدام می‌شوند گفته بود:
«کسانی که همکاری می‌کنند برای وضعیت پرونده آن دنیایشان است و تأثیر و تخفیفی در مجازات این دنیای آن‌ها داده نخواهد شد».
از همین رو اکنون اعتراف، معمولاً پس از یک دورهٔ طولانی شکنجه و حبس انفرادی و پریشان‌سازی روانی و جسمی متهم، صورت می‌گیرد و به این ترتیب هم، مدرکی برای اثبات جرم خود به دست داده و هم، به گمان مسئولان، درس عبرت و زهر چشمی برای دیگران می‌شود؛ دیگر سند و مدرک و شاهد و وکیل، لازم نیست. بر اساس اقرار متهم که در تلویزیون پخش می‌شود، او را به جوخه یا چوبهٔ اعدام می‌سپارند.
اسدالله لاجوردی متهم به پرونده‌سازی برای افراد سیاسی مانند طاهر احمدزاده بود. او نقش اصلی را در اعدام سعید سلطان‌پور و توجیه آن ایفا کرده است.

### عزل سال ۶۳
در مورد ماجرای عزل لاجوردی اختلاف نظر وجود دارد. مطابق نظر مجید انصاری علت استعفا چنین بود که پس از ماجرای تواب شدن یکی از اعضای مرکزیت گروه پیکار (نوشین نفیسی) و رای شورای عالی قضایی در این خصوص، تهیه گزارش از وضعیت زندان‌ها به وی سپرده شد. او پس از گفتگوی مستقیم با صد زندانی سیاسی از زندان‌های مختلف، گزارشی در این خصوص تهیه و به رئیس‌جمهور، رئیس مجلس و رهبر می‌دهد و در آن از تخلفات بارز لاجوردی از قوانین و برخوردهای خودسرانه انتقاد می‌کند و این گزارش در ادامه گزارش‌ها و شکایات قبلی موجب عزل لاجوردی می‌شود. وی همچنین می‌گوید لاجوردی با خودداری از ترک پست، به ملاقات خمینی رفت و خواستار برخورد شدید با مجاهدین شد، اما خمینی به او گفت: «آقای لاجوردی اگر جمهوری اسلامی به دست این‌ها (اعضای سازمان مجاهدین خلق) ساقط شود بهتر از آبروی اسلام است که با این کارها برود. شما بروید مسئولیت را تحویل دهید».
در مقابل بسیاری از یاران و همکاران لاجوردی این گزارش را تکذیب کردند و گفتند به استناد خاطرات هاشمی رفسنجانی، خمینی از عزل لاجوردی بی‌اطلاع بوده و همچنین عزل او را به علت فشارهای قائم مقام حسینعلی منتظری و سید مهدی هاشمی دانستند.
در خاطرات هاشمی رفسنجانی آمده است که لاجوردی در هنگام عزل از سمت خود در سازمان زندان‌ها و اطلاعات (شهریور ۶۳) برای شکایت نزد خمینی رفت ولی خمینی به او گفت که تابع قانون باشد و غیر از دادستانی انقلاب تهران بقیه مناصب را تحویل دهد، لاجوردی نیز با نارضایتی از نزد خمینی رفت. با این حال زمانی که در بهمن همان سال او از دادستانی نیز عزل می‌شود، خمینی رضایتی بر این عزل نداشته است. رفسنجانی دلیل عزل او را عدم تمکین به قانون و تصمیم‌های شورای عالی قضایی ذکر می‌کند.
یک ماه پیش از عزل لاجوردی، نوشین نفیسی (دختر ابوتراب نفیسی) که به دلایل سیاسی محکوم به اعدام شده بود با وساطت مقامات و نامه شورای عالی قضایی و موافقت روح‌اله خمینی مورد عفو قرار گرفت. لاجوردی با این حکم به صراحت مخالفت کرد و حتی در سخنرانی تودیع نارضایتی شدید خود را از آن اعلام نمود.
حکم برکناری لاجوردی در دی‌ماه ۱۳۶۳ توسط یوسف صانعی امضا شد. هنگامی که صانعی برای مراسم تودیع لاجوردی در اوین حضور پیدا کرد و هواداران لاجوردی شعار «مرگ بر صانعی» سر دادند که موجب عصبانیت شدید او شد و با کوبیدن عمامه بر زمین، اوین را ترک کرد.

### ترور
لاجوردی در ۱ شهریور ۱۳۷۷ در محل کسب خود در بازار تهران، توسط دو نفر از اعضای سازمان مجاهدین خلق به نام‌های علی‌اکبر اکبری ده‌بالایی و علی‌اصغر غضنفرنژاد جلودار ترور شد. قاتلین وی بعد از قتل وی دستگیر و محاکمه و اعدام شدند.

## قتل خواهر لاجوردی
خواهر لاجوردی در اواخر بهمن ۱۳۹۲ به قتل رسید و جسد وی در حوالی شهرستان دماوند پیدا شد. طبق گفته احمدرضا رادان، انگیزه این قتل غیرسیاسی بوده است.

## تشکیل ستاد دیه
وی در سال ۱۳۶۹ ستاد دیه را برای کمک به زندانیان غیرعمد و بدهکار و … تشکیل داد. این ستاد ده‌ها هزار زندانی را تا کنون با پرداخت دیه و کمک خیرین آزاد کرده است.

## نقض حقوق بشر
بر پایه منابع گوناگون، وی متهم به نقض حقوق زندانیان عقیدتی و سیاسی است. یرواند آبراهامیان مورخ سیاسی می‌نویسد: 
در حالی که بین ۱۹۷۱ تا ۱۹۷۹ کمتر از ۱۰۰ زندانی اعدام شدند، بین سال‌های ۱۹۸۱ و ۱۹۸۵ بیش از ۷۹۰۰ نفر اعدام شدند! نظام زندان‌ها متمرکز شد و شدیداً گسترش یافت… زندگی در زندان در جمهوری اسلامی شدیداً بدتر از زمان پهلوی‌ها بود. یکی از بازماندگان هر دوی آنها می‌نویسد که تنها چهار ماه بودن در زندان اسدالله لاجوردی به اندازه چهار سال زندان ساواک سختی داشت. در ادبیات زندان دورهٔ پهلوی، واژگان رایج «بی‌حوصلگی» و «یکنواختی» بود. در ادبیات زندان جمهوری اسلامی این واژگان «ترس»، «مرگ»، «وحشت» و «کابوس» بودند…